# Aire-la-Ville
Aire-la-Ville – gmina (fr. commune; niem. Gemeinde) w Szwajcarii, w kantonie Genewa. Leży nad Rodanem.  

## Demografia
W Aire-la-Ville mieszka 1 160 osób. W 2020 roku 15,9% populacji gminy stanowiły osoby urodzone poza Szwajcarią.